# TROS Aktua
TROS Aktua was een actualiteitenrubriek van de Nederlandse publieke omroeporganisatie TROS die van oktober 1974 tot september 1993  wekelijks op televisie werd uitgezonden.

## Radio
Er bestond al TROS Aktua Radio dat van 1967 tot 2 januari 1997 op de radio te beluisteren was.

## Televisie
In het verleden had de TROS al een actualiteitenrubriek Tros-Kompas gehad, maar die sneuvelde doordat de makers ermee stopten. Daarna kwam de actualiteitenrubriek Deze maand, maar die beleefde slechts één uitzending doordat de makers ervan te veel geassocieerd werden met Telegraaf-journalisten. Daarna moest de TROS het weer zonder actualiteitenrubriek stellen.
In oktober 1974, toen de TROS als omroep de A-status bereikte, was het volgens de Omroepwet verplicht om ook actualiteiten uit te zenden. Vandaar dat de TROS toen wederom een actualiteitenrubriek op televisie begon, nu als TROS Aktua. De TROS had hiervoor de van de AVRO afkomstige Wibo van de Linde aangetrokken, die de hoofdpresentator werd. Daarnaast werkten onder anderen mee Marcel Bruijns, Jaap Jongbloed, Yvonne Habets, Ard Horvers, Ed van Kan, Bob Kroon, Ivo Niehe, Hein van Nievelt, Henri Schoup en Tineke Verburg. Jan Pelleboer verzorgde enige jaren wekelijks het weerbericht.
TROS Aktua stond bekend als een 'rechtse' actualiteitenrubriek maar had vaak onderwerpen die een breed publiek aanspraken. Daarnaast had het ook spraakmakende reportages, zoals de zaak-Pieter Menten. In de zomer waren er ook luchtige onderwerpen. Zo trok Ard Horvers rond 1980 per huifkar door het land en deed hij wekelijks verslag.
De oorspronkelijke programmamelodie was gecomponeerd door Ruud Bos en werd gespeeld door het Metropole Orkest. De muziek had een swingend bigbandkarakter, waarbij trompetten en drums te horen waren. Later kwamen er enkele malen nieuwe melodieën. Vernieuwend voor die tijd was de digitale klok en de presentatie waarbij op de achtergrond de redactie te zien was. Ook was duidelijk te zien dat Wibo van de Linde met een oortje in contact stond met de redactie. Enige tijd waren er ook de programma's Tros Aktua in bedrijf, vergelijkbaar met het KRO-programma Brandpunt in de markt, Aktua Geld, dat over geldzaken ging, en Aktua Junior voor kinderen.
Vanaf 1988 werd het programma niet meer vanuit Hilversum uitgezonden maar vanuit de "Tros Nieuwsstudio" in het WTC in Amsterdam.
In 1993 ging het programma op in TweeVandaag.